# Temporary Mobile Subscriber Identity
Temporary Mobile Subscriber Identity (TMSI) – krótkoterminowy identyfikator przydzielany użytkownikowi sieci GSM przy każdorazowym logowaniu. Szyfrowany jest kluczem sesyjnym Kc i przesyłany dopiero po uprzedniej udanej autoryzacji użytkownika w sieci. Używany jest zamiast numeru IMSI w celu umożliwienia wykonywania przez sieć wszelkich usług na rzecz użytkownika.